# Katedra Matki Bożej i św. Wojciecha w Królewcu
Katedra w Królewcu (ros. Кафедральный собор в Калининграде, Домский собор Богоматери и Святого Адальберта, niem. Königsberger Dom) – dawniej główna świątynia w Królewcu, znajdująca się w historycznej części miasta Knipawa. Katedra została wzniesiona w stylu gotyckim w 1333 r. i jest jedną z nielicznych, okazałych budowli, które zachowały się z przedwojennej architektury miasta. Początkowo kościół katolicki był siedzibą biskupów sambijskich, od 1525 do 1945 r. był świątynią luterańską. Obecnie katedra pełni funkcję centrum religijnego i kulturowego miasta. W katedrze mieszczą się m.in. czasownia prawosławna, kaplica protestancka, muzeum budynku, muzeum Immanuela Kanta. W katedrze odbywają się koncerty muzyki poważnej i religijnej, okazjonalnie nabożeństwa katolickie, prawosławne i protestanckie.

## Historia

### Powstanie katedry

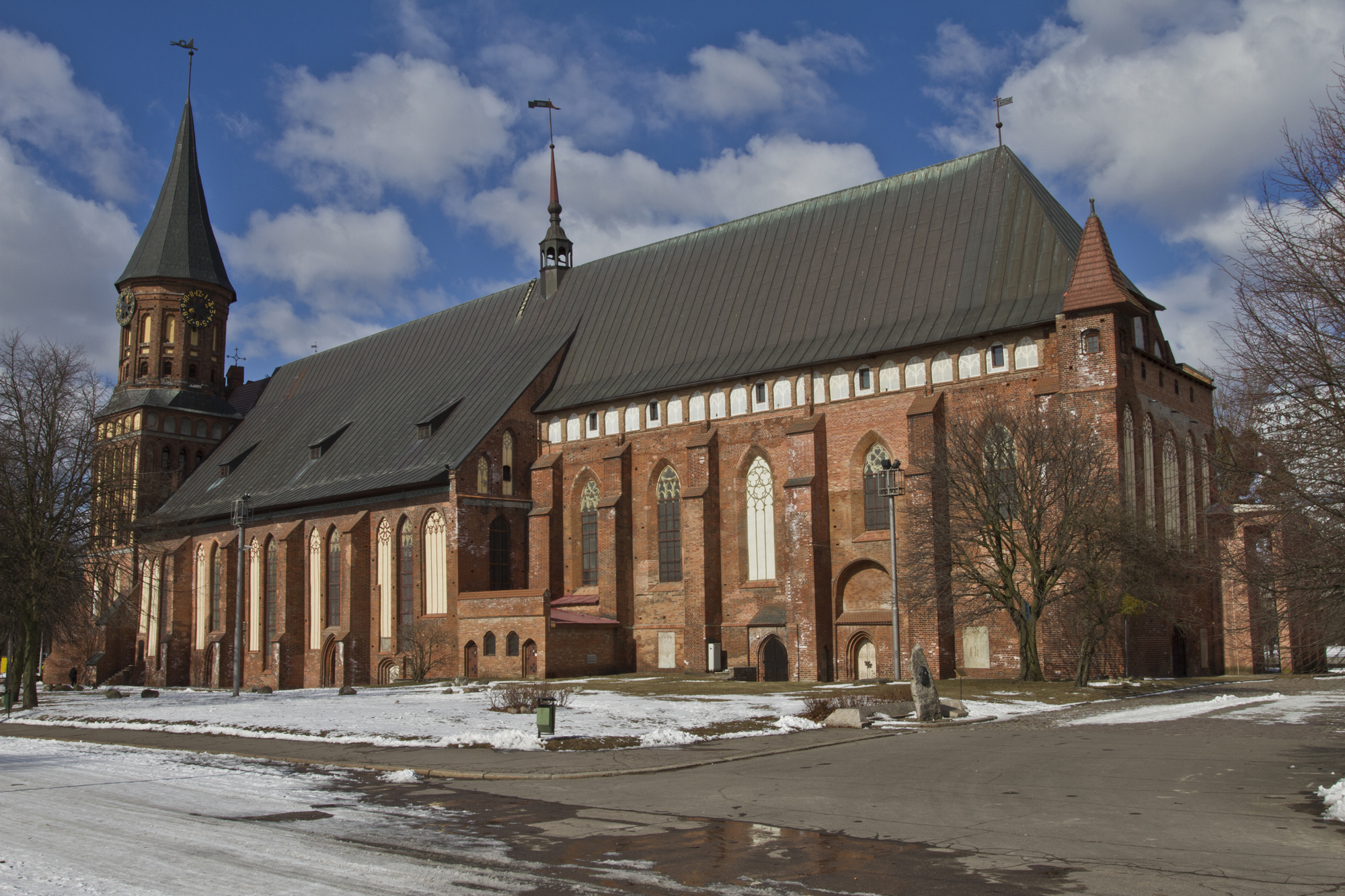
Współczesny widok katedry

Poprzednik katedry, mały kościółek, został wzniesiony w południowo-wschodniej części Starego Miasta w latach 1297–1302. Inicjatorem budowy nowej świątyni był biskup Sambii Jan Clare. W 1327 r. Wielki Mistrz zakonu krzyżackiego, Werner von Orseln przekazał grunt leżący na wyspie Knipawie między ramionami Pregoły pod budowę nowej katedry.
Około 1330 r. (dokładna data jest nieznana) rozpoczęto prace budowlane. Pierwotnie zamierzano wznieść kościół obronny z grubymi murami i okienkami strzelniczymi. Jednak zakon krzyżacki nie zezwolił na to żeby w pobliżu Zamku powstała twierdza i wstrzymano budowę. 13 września 1333 r. biskup podpisał umowę pomiędzy Zakonem i Kościołem dotyczącą budowy katedry i od tego momentu kontynuowano budowę tylko świątyni bez obronnych umocnień. Ta data jest uznawana za początek budowy katedry królewieckiej.
Teren na wyspie był bagnisty i przez to budowniczy musieli najpierw wbić w ziemię setki dębowych pali, zanim można było zacząć właściwą budowę. Katedra na Starym Mieście została rozebrana i uzyskane w ten sposób materiały budowlane można było użyć do budowy nowej na wyspie. Specjalnie dla transportu materiału została wzniesiona w murach miejskich Starego Miasta nowa brama i nowy most.
Most został po zakończeniu budowy rozebrany, natomiast brama została zachowana i istniała przez sześć wieków. Po stosunkowo krótkim czasie 50 lat katedra została w 1380 r. w dużym stopniu ukończona. Praca nad freskami wewnątrz katedry trwała jeszcze do końca XIV wieku.

### Późniejsze przebudowy
Około 1440 r. katedra została przebudowana na kościół halowy. W nawie głównej założono sklepienia gwieździste, natomiast w nawach bocznych sklepienie trójdzielne. Podwyższono wtedy wieże zachodnie. Spłonęły one w 1544 r. Po tym pożarze odbudowano tylko południową, a pozostałości wieży północnej przykryto prostym dachem. W 1640 na wieży południowej zawieszono zegar. Od 1650 w wieży północnej znajdowała się Biblioteka Wallenrodzka. W 1695 r. katedra otrzymała organy. Podczas restauracji w latach 1901–1907 przywrócono fasadzie zachodniej wygląd z XIV wieku.
Do II wojny światowej katedra miała następujące rozmiary:
- długość: 88,5 m;
- wysokość południowej wieży: 50,75 m;
- wysokość nawy głównej: 32,14 m.

### Zniszczenia II wojny światowej

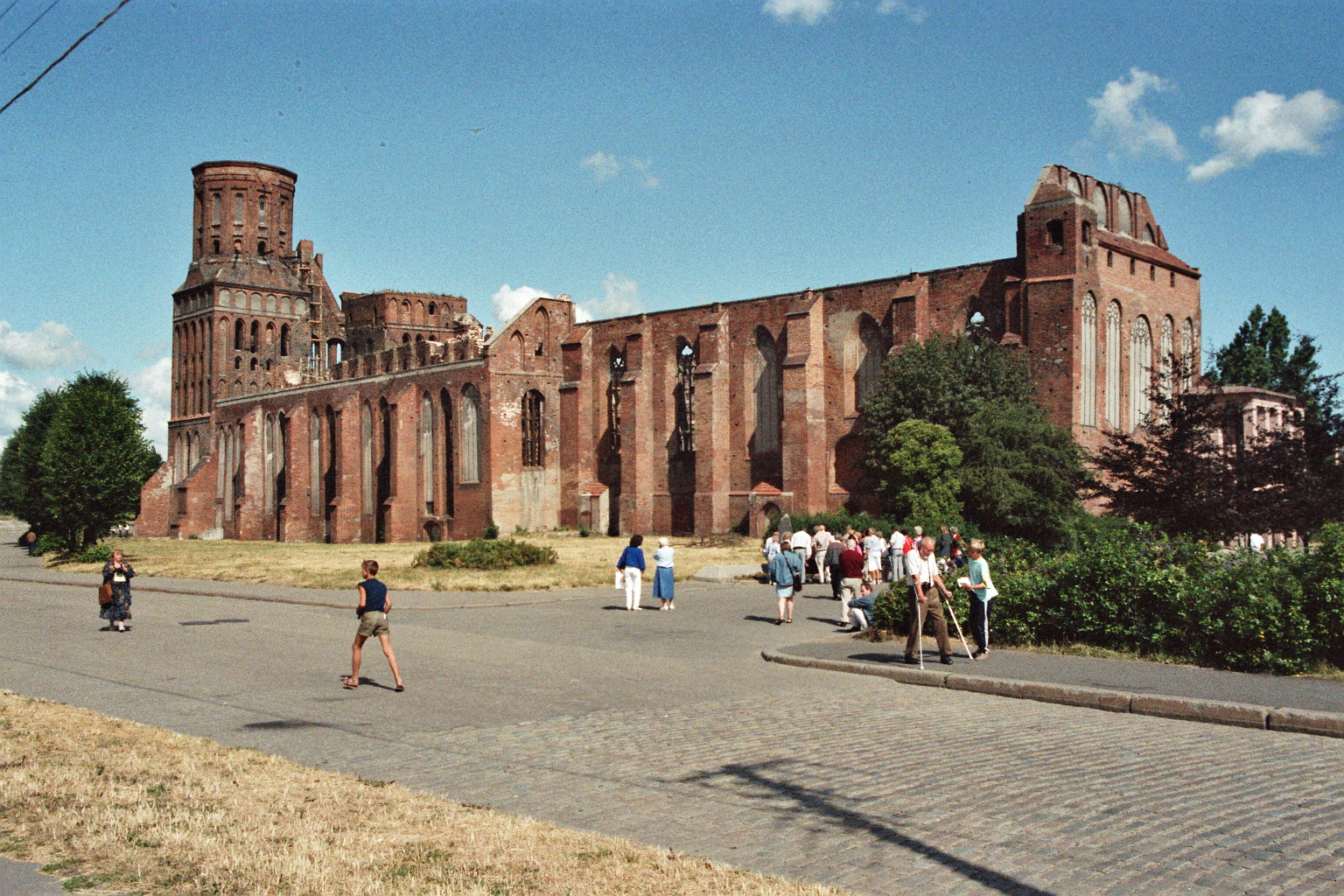
Trwała ruina po II wojnie światowej (1982)

W wyniku nalotów alianckich w czasie II wojny światowej katedra została w znacznym stopniu zniszczona. W latach 70. XX wieku mury częściowo zabezpieczono i pozostawiono w formie trwałej ruiny. W 1992 r. rozpoczęto odbudowę katedry finansowaną głównie z funduszy niemieckich. Po odbudowie katedra ma stać się salą koncertową, gdyż strona rosyjska nie zgadza się na przywrócenie jej funkcji sakralnych. Pracami od początku kieruje inżynier budowlany Igor Odincow.

## Pochowani

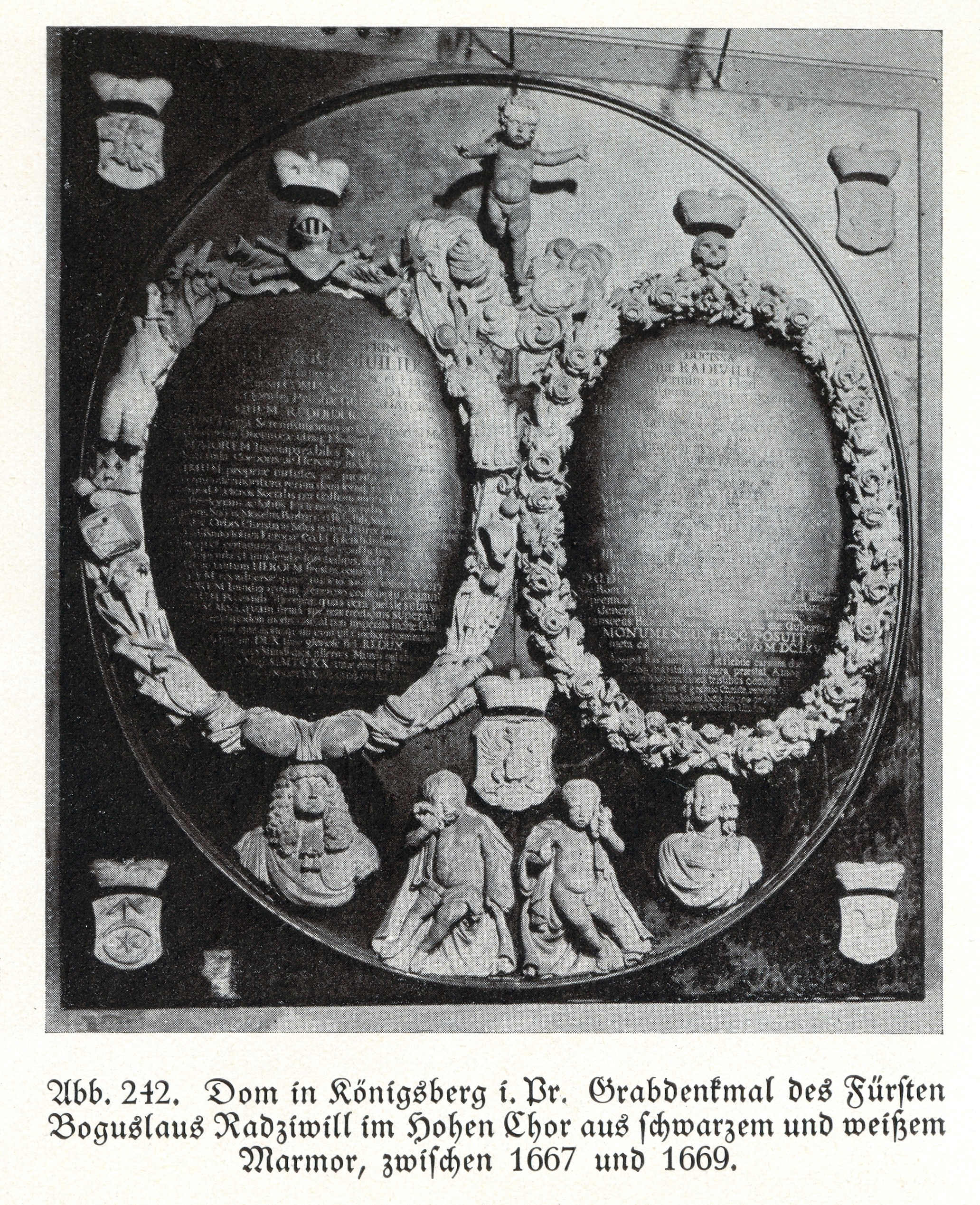
Epitafium Radziwiłłów na przedwojennym zdjęciu

Katedra była miejscem spoczynku wielkich mistrzów krzyżackich, książąt pruskich i profesorów uniwersytetu. Koronacje natomiast odbywały się na zamku.
W ścianie wschodniej prezbiterium zachowała się część pomnika grobowego księcia Albrechta z 1572 r. oraz wykonane w alabastrze, późniejsze epitafium Bogusława Radziwiłła i jego żony Anny Marii. Oba zostały odrestaurowane w 2009 r.
W XVI–XVIII w. odbywały się tu – obok niemieckich – także polskie nabożeństwa ewangelickie, odprawiane od 1529 r. przez ks. Jana Wnorowskiego, a następnie przez duchownych z kościoła św. Mikołaja na Steindamm.
Wybrani pochowani:
- Luther z Brunszwiku
- Ludwig von Erlichshausen
- Henryk VI Reuss von Plauen
- Henryk VII Reffle von Richtenberg
- Martin Truchsess von Wetzhausen
- Johann von Tieffen
- Albrecht Hohenzollern
- Jerzy Wilhelm Hohenzollern
- Anna Maria Radziwiłł
- Bogusław Radziwiłł
- Immanuel Kant